# امه (بلژیک)
شهر امه (به فرانسوی: Amay) در شهرستان اویی در استان لیئژ در منطقه فدرال والوون در کشور بلژیک واقع شده‌است.